# Biểu tình Tyre Nichols
Sau khi phát hành đoạn video ghi lại cảnh bạo hành Tyre Nichols, một người đàn ông da đen 29 tuổi bởi 5 sĩ quan người Mỹ gốc Phi ở Sở Cảnh sát Memphis thì một loạt các cuộc biểu tình đã diễn ra trên khắp Hoa Kỳ. Năm sĩ quan cảnh sát này sau đó đã bị sa thải và buộc tội giết người cấp độ hai.

## Bối cảnh
Vào khoảng 20 giờ 21 phút ngày 7 tháng 1 năm 2023 theo giờ CDT, năm sĩ quan Sở Cảnh sát Memphis (MPD) đã yêu cầu Tyre Nichols dừng xe vì nghi ngờ lái xe ẩu trên nút giao giữa đường Raines và đường Ross. Nichols bắt đầu bỏ chạy khỏi phương tiện sau cuộc hành hung ban đầu của cảnh sát, lúc này anh đã bắt đầu kêu khó thở. Sau đó rất lâu, xe cứu thương mới được gọi đến. Ba ngày sau vụ việc, Nichols đã qua đời. Đến ngày 24 tháng 1, kết quả sơ bộ từ khám nghiệm thử thi tư nhân do gia đình của Nichols ủy quyền đã xác nhận anh qua đời vì "chảy máu nhiều do đánh đập dã man".
Trước đó, vào ngày 20 tháng 1, MPD đã sa thải các sĩ quan liên quan đến vụ việc. Sáu ngày sau, cả 5 người đã bị buộc tội giết người cấp độ hai. Chính quyền Thành phố Memphis sau đó đã công bố những đoạn camera trên người cảnh sát và một video đường phố ghi lại lần chạm trán giữa Nichols và lực lượng cảnh sát hôm 27 tháng 1 đã cho thấy việc lực lượng cảnh sát đánh đập Nichols chín lần. Các cuộc biểu tình cũng đã được dự đoán trước do phía gia đình của Nichols và các nhà lãnh đạo thành phố Memphis đã kêu gọi biểu tình ôn hòa trước khi video được công bố.

## Biểu tình

### Tại Memphis
Các cuộc biểu tình ở Memphis đã bắt đầu từ ngày 27 tháng 1, sau khi đoạn video về cái chết của Nichols được công bố. Đặt quyền Memphis của phong trào Black Lives Matter ban đầu dự định tập trung tại Công viên Liệt sĩ địa phương; nhưng khi nhận ra công viên đã đóng cửa, nhiều người biểu tình đã di chuyển về phía cầu Harahan dọc theo Xa lộ Liên tiểu bang 55. Nhóm người biểu tình đã bắt đầu giải tán vào khoảng 21 giờ tối. Trong khi đó, gia đình của Nichols đã tập trung tại Tobey Skatepark, một công viên trượt băng địa phương ở Memphis, để tổ chức một buổi thắp nến cầu nguyện cho Nichols. Ngày hôm sau, ngã tư nơi Nichols bị đánh đã trở thành một nơi tưởng niệm tạm thời.

### Những nơi khác tại Hoa Kỳ
Lỗi Lua trong Mô_đun:Mapframe tại dòng 384: attempt to perform arithmetic on local 'lat_d' (a nil value).
Tại Washington, D.C., 75 người đã tập trung tại Quảng trường Lafayette vào hôm 27 tháng 1, sau khi đoạn video bạo hành Nichols được công bố chính thức. Cùng ngày, những người biểu tình cũng đã bắt đầu tuần hành ở khắp Thành phố New York. Trong các cuộc biểu tình, một người biểu tình đã nhảy lên đầu xe cảnh sát và cố gắng đập vỡ kính chắn gió; người biểu tình này sau đó đã bị bắt giam. Sở Cảnh sát New York tuyên bố các phương tiện giao thông đi về hướng nam trên đường Broadway sẽ bị tạm ngưng từ con phố 48 đến con phố 42, khi những người biểu tình kéo đến Quảng trường Thời Đại, và tập trung đông ở Grand Central Terminal. Ba người biểu tình bị bắt tại thành phố New York. Cùng lúc đó, khoảng một chục người biểu tình đã tập trung trước một đồn cảnh sát ở Chicago. Tại Boston, những người biểu tình đã tập trung ở công viên Boston Common cùng lúc một buổi cầu nguyện đang được tổ chức ở The Embrace. Còn Los Angeles, một buổi cầu nguyện dưới ánh nến đã được tổ chức tại trụ sở của Sở Cảnh sát Los Angeles. Tình trạng căng thẳng đã nhanh chóng leo thang khi cảnh sát và người biểu tình đụng độ. Nhiều cuộc biểu tình trong số này do Đảng vì Xã hội chủ nghĩa và Giải phóng tổ chức.
Nhiều cuộc biểu tình cũng đã diễn ra ở các thành phố khác tại Hoa Kỳ như Asheville, Atlanta, Baltimore, Charlotte, Columbus, Dallas, Denver, Detroit, Hartford, Houston, Manchester, Connecticut, Newark, New Jersey, Philadelphia, Phoenix, Pittsburgh, Portland, Oregon, Providence, Sacramento, Salt Lake City, San Diego, San Francisco, Seattle và St. Louis.
Vào ngày 29 tháng 1, những người biểu tình đã tập trung một cách hòa bình trên đường Manhattan với hàng trăm người tập trung tại Công viên Quảng trường Washington. Hàng nghìn người đã tập trung tuần hành tại Oakland. Cùng ngày, những cuộc biểu tình khác cũng đã diễn ra ở Madison, Wisconsin và Milwaukee.

## Phản ứng của chính phủ

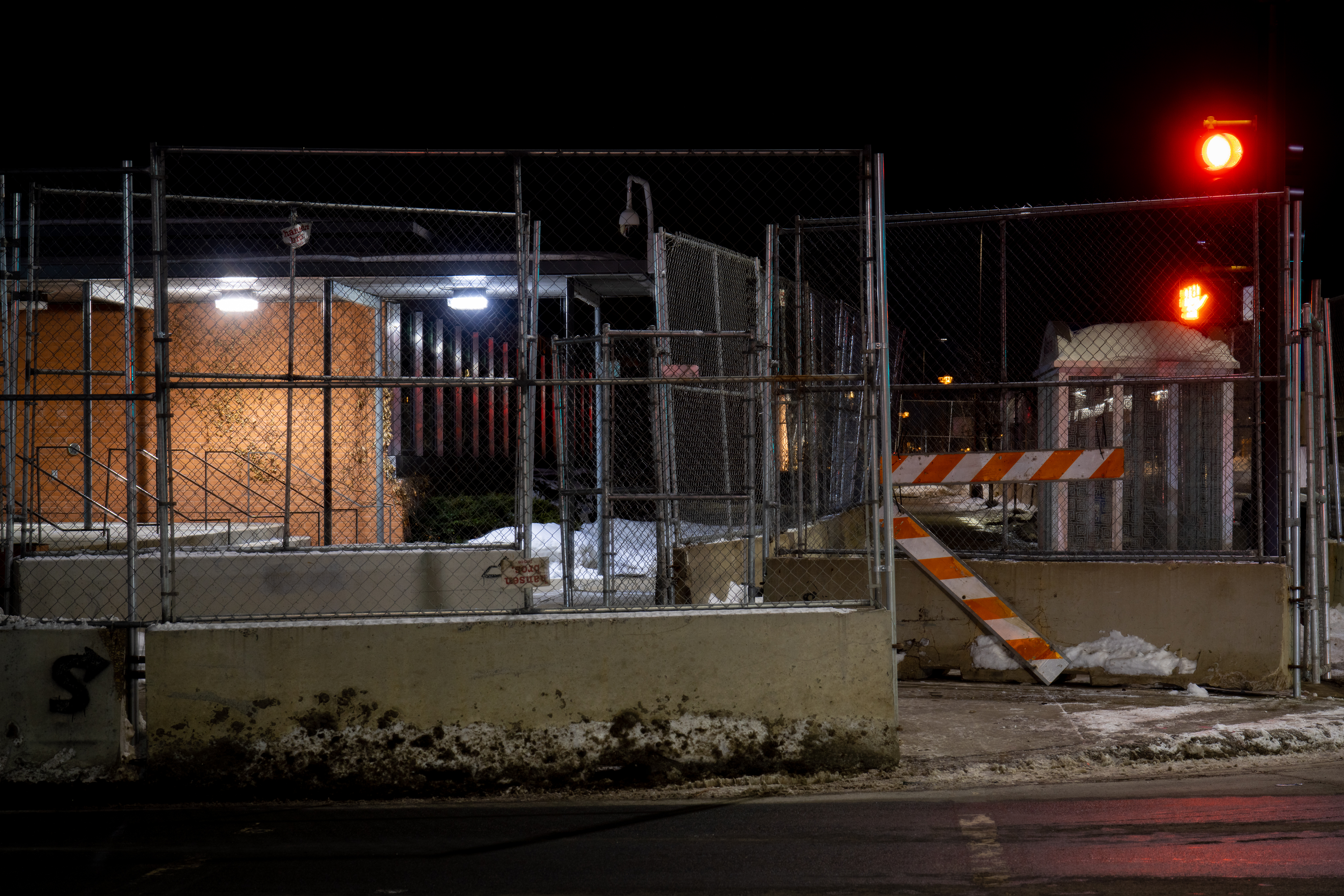
Hàng rào được dựng lên tại khu 5 của Sở Cảnh sát Thành phố Minneapolis ngay sau khi phát hành đoạn video về cái chết của Tyre Nichols

Thống đốc Georgia Brian Kemp đã tuyên bố tình trạng khẩn cấp, cho phép triển khai tới 1.000 binh sĩ Vệ binh Quốc gia đến ngày 9 tháng 2 năm 2023, một phần do tình trạng bất ổn gần đây của chính bang trong việc thực thi pháp luật. Sở cảnh sát Metropolitan của Washington, D.C. đã "huy động đầy đủ tất cả các nhân viên đã tuyên thệ" nhằm chuẩn bị cho bất kỳ cuộc biểu tình nào tại thủ đô của Hoa Kỳ.
Chính quyền Biden đã chia sẻ với các thị trưởng của nhiều thành phố, bao gồm Philadelphia, Los Angeles và Chicago, đề nghị hỗ trợ trong trường hợp xảy ra biểu tình.